# إدواردو خيرمان أوتيرو
إدواردو خيرمان أوتيرو (بالإسبانية: Eduardo Otero)‏ هو سباح أرجنتيني، ولد في 4 فبراير 1980 في نيكوتشيا في الأرجنتين.

## روابط خارجية
- إدواردو خيرمان أوتيرو على موقع الاتحاد الدولي للسباحة (الإنجليزية)
- إدواردو خيرمان أوتيرو على موقع أوليمبيديا (الإنجليزية)